# 洪福 (選區)
洪福（英語：Hung Fuk，代號M14）是香港元朗區議會下轄的選區，2019年設立，2023年取消，末任區議員為前朱凱廸新西團隊成員陳樹暉。

## 範圍
選區位於洪水橋，包括洪福邨所有樓宇，名稱亦從中取出，與其相鄰的選區有屏山中、屏山南以及廈村，投票站設於洪福邨內的香港青年協會洪水橋青年空間。

## 沿革
2015年7月洪福邨落成，基於選區劃界以區議會選舉年6月的估計人口制定，因此保留在屏山南選區內，沒有獨立成新選區。2018年選舉管理委員會因應洪福邨落成後人口上升，以原屬屏山南的洪福邨範圍劃出本選區，諮詢時有原居民提出修改邊界以避免將原居民殮葬區劃入本區，得到選管會接納。
2019年區議會選舉，基於過往兩屆經驗，親中派以同鄉會、婦女會等形成社區網絡，而在新落成的公共屋邨選區獲勝，民建聯新界社團聯會所提名的徐君紹在得到屏山南時任議員在邨內開設辦事處之下被看高一線。然而朱凱廸新西團隊成員陳樹暉報名後，基於在提名期內未受選舉主任接納，潘茜甄以「Plan B」狀態報名，結果二人同被接納，潘停止助選工作，選舉由陳樹暉以過半選票打敗獲勝，成為本區首位民選區議員。2021年5月20日，朱凱廸新西團隊宣佈解散，陳樹暉以獨立民主派身份繼續活躍。2021年7月8日，因應政府計劃追討協助民主派初選區議員的酬金津貼傳聞所帶動的區議員辭職潮中，陳樹暉宣佈辭去區議員職務。

## 歷屆議員
| 屆別                 | 議員   | 政治聯繫 | 政治聯繫                   |
| -------------------- | ------ | -------- | -------------------------- |
| 2020年－2021年7月8日 | 陳樹暉 |          | 朱 朱凱廸新西團隊 → 無黨籍 |
| 2021年7月9日－2023年 | 懸空   | 懸空     | 懸空                       |

## 歷屆選舉結果
| 政党   | 政党             | 候选人    | 票数  | %     | ±      |
| ------ | ---------------- | --------- | ----- | ----- | ------ |
|        | 朱凱廸新西團隊   | ①. 陳樹暉 | 1,780 | 52.08 | 新選區 |
|        | 獨立             | ②. 潘茜甄 | 12    | 0.35  | 新選區 |
|        | 民建聯/新 新社聯 | ③. 徐君紹 | 1,626 | 47.57 | 新選區 |
| 多数票 | 多数票           | 多数票    | 154   | 4.51  | 新選區 |